# Distretto di Huanchaco
Il distretto di Huanchaco  è uno degli undici distretti della provincia di Trujillo, in Perù. Si trova nella regione di La Libertad e si estende su una superficie di 333,9  chilometri quadrati.